# Twelve (album IZ*ONE)
Twelve – pierwszy i jedyny japoński album studyjny koreańsko-japońskiej grupy Iz*One, wydany 21 października 2020 roku przez wytwórnię EMI Music Japan. Płytę promował singel „Beware”.

## Lista utworów
| CD  | CD                                                                        | CD | CD                                                       | CD                                    | CD      |
| Nr  | Tytuł utworu                                                              | Tekst | Kompozycja                                               | Aranżacja                             | Długość |
| --- | ------------------------------------------------------------------------- | --- | -------------------------------------------------------- | ------------------------------------- | ------- |
| 1.  | „Beware”                                                                  | Yasushi Akimoto                                                                                          | Miki Watanabe                                            | Miki Watanabe                         | 4:10    |
| 2.  | „Vampire”                                                                 | Akimoto                                                                                                  | Chocolate Mix                                            | Chocolate Mix                         | 3:48    |
| 3.  | „Suki to Iwasetai” (jap. 好きと言わせたい)                                | Akimoto                                                                                                  | Chocolate Mix                                            | APAZZI                                | 4:01    |
| 4.  | „Waiting”                                                                 | Akimoto                                                                                                  | Toshihiko Watanabe                                       | Toshihiko Watanabe, Hirotaka Hayakawa | 4:12    |
| 5.  | „Buenos Aires”                                                            | Akimoto                                                                                                  | Miki Watanabe                                            | Miki Watanabe                         | 4:23    |
| 6.  | „Suki ni Nacchau Darō?” (jap. 好きになっちゃうだろう？), (IZ*ONE version) | Akimoto                                                                                                  | Hirotaka Hayakawa, Belex                                 | Hirotaka Hayakawa, Belex              | 4:10    |
| 7.  | „Yummy Summer”                                                            | Miyawaki Sakura                                                                                          | Miyawaki Sakura, 4713, Coll!n, J6, Detune3, ZaddY, WebbY | Detune3                               | 3:26    |
| 8.  | „La vie en Rose” (Japanese version)                                       | MosPick, Honda Hitomi                                                                                    | MosPick                                                  | MosPick                               | 3:41    |
| 9.  | „Violeta” (Japanese version)                                              | Choi Hyun-joon, Kim Seung-soo, Nako Yabuki                                                               | Choi Hyun-joon, Kim Seung-soo                            | Park Seul-gi                          | 3:22    |
| 10. | „Fiesta” (Japanese version)                                               | Seo Ji-eum, Go Hyun-jung (Jam Factory (music publisher)), Choi Hyun-joon, Kim Seung-soo, Miyawaki Sakura | Choi Hyun-joon, Kim Seung-soo                            | Choi Hyun-joon, Kim Seung-soo         | 3:41    |
| 11. | „Yume o Miteiru Aida” (jap. 夢を見ている間), (Only digital)               | Akimoto                                                                                                  | Iggy, Yongbae (SYB)                                      | Iggy, Yongbae (SYB)                   | 3:30    |
| 12. | „Dō Sureba Ii?” (jap. どうすればいい), (Only digital)                     | Akimoto                                                                                                  | Shō Watanabe                                             | Masaki Iehara                         | 2:54    |
| 13. | „Shy boy” (Only digital)                                                  | Akimoto                                                                                                  | Miki Watanabe                                            | Miki Watanabe                         | 4:23    |

## Notowania
| Lista                                 | Pozycja |
| ------------------------------------- | ------- |
| Japanese Albums (Oricon)              | 1       |
| Japanese Hot Albums (Billboard Japan) | 1       |

## Sprzedaż
| Kraj    | Sprzedaż |
| ------- | -------- |
| Japonia | 135 113+ |